# 埃里克·莱克纳
埃里克·查尔斯·莱克纳（英語：Eric Charles Leckner，1966年5月27日—）是美国NBA联盟前职业篮球运动员。他在1988年的NBA选秀中第1轮第17顺位被犹他爵士选中。